# Михо Клавора
Михајло Михо Клавора (1905 — 1941) био је пилот Југословенског краљевског ратног ваздухопловства који је погинуо 7. априла 1941. године бранећи Београд од немачких бомбардера.

## Априлски рат
Пре избијања Априлског рата, Михо Клавора налазио се у саставу 103. ловачке ескадриле, 32. ваздухопловне групе, 6. ловачког пука Прве ваздухопловне ловачке бригаде Југословенског краљевског ратног ваздухопловства. 103. ловачка ескадрила била је стационирана на ратном аеродрому Крушедол у близини Крушедолског Прњавора. 2. априла 1941. године капетан Клавора је повређен када се његов авион, током полетања са расквашеног аеродрома, заглибио у дубоком блату. Упућен је на кућно лечење у Марибор.
По избијању Априлског рата, Михо Клавора је одмах похитао у своју јединицу. 7. априла 1941. године полетео је у сусрет непријатељским бомбардерима. У борби која је уследила успео је да обори два непријатељска ловца Месершмит Ме 109Е. Након што је истрошио сву муницију, немачка ловачка пратња оборила је његов авион који се у пламену срушио у близини Ирига. Сутрадан су његови посмртни остаци сахрањени на католичком гробљу у Иригу.